# N.N. (dansk dronning 826-827)
 For alternative betydninger, se N.N.. (Se også artikler, som begynder med N.N.)
N.N. var en dansk dronning i begyndelsen af det 9. århundrede, som vi dog ikke i de overleverede kilder får oplyst navnet på. Hun var gift med den danske konge Harald. Hun nævnes i samtidige frankiske skrifter såvel som i senere danske krøniker.
Hendes og ægtefællens dåb i 826 under besøg hos kejseren i Frankerriget er det, der er mest udførligt omtalt om hende af de samtidige såvel som hos de senere middelalderlige skribenter.
Hun er den første danske dronning, der findes omtalt i samtidige udenlandske kilder.

## Familie og levned
De oplysninger vi får om denne danske dronning drejer sig mest om året 826, men gennem hendes mand og børn kan vi dog også få et lidt større perspektiv på denne dronnings liv og placering i historien.
Vi ved ikke noget præcist om, hvornår Harald giftede sig med sin dronning, og vi kender heller ikke noget til hendes afstamning. Harald var konge i Danmark i flere forskudte perioder (812-813, 819-823 & 826-827), og det formodes ofte, at deres ældste søn var født omkring år 820, så selvom de kilder, der direkte omtaler denne dronning, kun sammenstiller hende med perioden for hendes mands tredje regentskab i Danmark, så kan det ud af sammenhængen ikke afvises, at hun også har været dansk dronning i ægtefællens anden regentskabsperiode som dansk konge (819-823).
Der er ingen kilder, der fortæller os noget om, hvorvidt denne dronning var den eneste danske dronning i denne periode. Hendes mand Harald, måtte i alle de perioder han var konge af Danmark samregere med andre konger, første gang med sin bror, og de øvrige gange med konger fra en anden slægtsgren. Det er derfor absolut muligt, at der derfor også har været flere samtidige danske dronninger i de perioder, hvor Harald Klak var konge i Danmark, men kilderne forekommer tavse på dette felt, så antallet af danske dronninger på denne tid kan næppe blive mere end gisninger.

### Dåb i 826
Hendes mand havde gennem flere år haft tætte forbindelser med den franske kejser Ludvig den Fromme, og i 826 var Harald, hans familie og mange, der hørte til Haralds følge indbudt til rigsforsamling og synode i Ingelheim i kejserpaladset. Efterfølgende d. 24. juni 826 var den kejserlige familie, den danske konge og hans familie samt alle i Haralds følge og et tilsvarende antal af stedlige frankere forsamlet i Skt. Alban's Basilika i Mainz, hvor der skulle afholdes dåb af de tilstedeværende danere. Kejseren selv stod fadder til kongen, mens kejserinde Judith af Bayern (sv) stod fadder til den danske dronning. Den franske kejsers ældste søn Lothar var fadder for det danske kongepars ældste søn Godfred Haraldsen (sv). Som fadder til den danske dronning skænkede kejserinden efterfølgende behørige dåbsgaver til dronningen, heriblandt en klædedragt i frankisk stil smykket med guldbroderier, der var en dronning værdig.

Dåben blev fulgt af en messe og derefter var kejser Ludvig vært ved en overdådig banket. Nogle dage efter banketten var der arrangeret en stor kongelig jagt for hele selskabet. Damerne i selskabet red på deres egne heste, og den danske dronning har som æresgæst nok redet sammen med kejserinde Judith (der i digtet anprises for sin skønhed).
Denne dåbshandling er nævnt, og i et enkelt tilfælde ganske udførligt beskrevet, i en række nogenlunde samtidige frankiske kilder. Den første, og udførligste, er Ermoldus Nigellus, der omkring 827-828 skriver et langt hyldestdigt til kejser Ludvigs ære Carmen in honorem Hludowici Caesaris, der er en af de udførligste beskrivelser af frankisk dåbspraksis, som vi har overleveret. Endvidere nævnes under året 826 denne begivenhed og herunder dronningens medvirken i De frankiske rigsannaler (en) (Annales regni Francorum), i Vita Hludovici og i Annales Xantenses (de). Hos Adam af Bremen finder man i hans værk Gesta Hammaburgensis ecclesiae pontificum ("De Hamburgske ærkebiskoppers store gerninger") tillige denne begivenhed omtalt og denne omtale går også igen i nogle af de danske krøniker, hvor man genfinder fortællingen af den danske dronnings og den danske konges dåb i 826, som f.eks. i Roskildekrøniken fra omkring 1138, hvor denne fortælling faktisk er det første, der omtales i denne krønike.

### Børn og liv i eksil
Som nævnt hed dronningens og kongens ældste søn Godfred (sandsynligvis har navneformen nok været noget anderledes på norboernes eget tungemål), men det er ikke udelukket, at de kan have haft flere fælles børn end denne ene søn. I Snorri Sturlusons Heimskringla nævnes i hvert fald en Thyrni, som datter af Harald Klak. Hvem der var Thyrnis mor, fortæller Snorre ikke noget om, men skulle Thyrni være en historisk person, er det ikke udelukket, at hun var datter af dronningen tillige. Også andre personer har gennem tiden været nævnt eller foreslået som børn af Harald Klak, men disse familieskaber kan være sværere at sige noget entydigt om, og da slet ikke om, hvorvidt dronningen skulle være moder til én eller flere af disse (tænkte) ekstra børn.
Efter et enkelt år som konge i Danmark (endnu engang) måtte Harald og hans familie forlade Danmark, hvor modstanden mod Haralds deltagelse i landets styrelse var for stor, og i stedet slå sig ned i Rüstringen, der af kejser Ludvig var blevet tidelt Harald som grevskab og len, såfremt hans forsøg på at genvinde kongemagten i Danmark glippede.
Dronningen af Danmark måtte altså tage til takke med et liv i eksil og en titel som grevinde resten af sine dage. Hendes dødsår kendes ikke.

## Efterkommere?
Det er ikke utænkeligt, at en række senere danske konger og dronninger nedstammer fra dronningen fra 826.
Et sådan efterslægtsskab forudsætter dog, at man regner det for givet, at Thyrni ikke blot var en datter af Harald Klak, men også var en datter af hans dronning, og at man i det hele taget tør have tillid til de norske krønikers beretninger om familieskabet mellem Harald Klak, og den første norske konge Harald Hårfager.
Forudsætter man, at disse forhold er opfyldt, vil en efterslægtslinje for dronningen fra 826 og indtil Valdemar den Store tage sig således ud:
1. Danmarks dronning 826-827
2. Thyrni Haraldsdatter
3. Ragnhild Sigurdsdatter, d. ca. 858
4. Harald Hårfager, 1. konge af Norge, ca. 850-931/32
5. Ålof Årbot Haraldsdatter (no)
6. Bergljot Toresdatter (no)
7. Håkon jarl, regent af Norge, ca. 935-995
8. Erik Håkonsson Ladejarl, 957-1024
9. Håkon Eriksson Jarl, ca. 998 - ca. 1029
10. Bodil Håkonsdatter
11. Thrugot Ulfsen Fagerskind, d. ca. 1070
12. Dronning Bodil, ca. 1056-1103
13. Knud Lavard, ca. 1096-1131
14. Valdemar den Store af Danmark, 1131-1182